# Ca l'Audell
Ca l'Audell és una masia al veïnat de Montnegre (Sant Celoni) catalogada l'Inventari del Patrimoni Arquitectònic de Catalunya. L'única data d'aquesta casa és la inscrita en la porta d'entrada, 1882, a sobre hi ha dos inicials una "A" i una "M". Situada prop de l'església de Montnegre forma junt amb l'hostal un petit nucli urbà que tendeix a desaparèixer.

Aquesta casa formada per annexos i consta d'un soterrani, planta baixa i un pis, la coberta és composta. La façana principal és de composició simètrica, hi ha un portal d'entrada d'arc escarser, en la porta hi ha una data (1882). Les finestres són allargades i semblen balcons, perquè en ells hi ha una petita barana de pedra. Davant mateix hi ha una era petita.